# Helminthotheca echioides
Helminthotheca echioides là một loài thực vật có hoa trong họ Cúc. Loài này được (L.) Holub mô tả khoa học đầu tiên năm 1973.